# Мененская ратуша
Ратуша Менена (нидерл. Het stadhuis van Menen) — здание городского совета западно-фламандского Менена, расположена на центральной площади города. Сегодняшнее здание было построено в XVIII—XIX вв. и включает в себя более раннюю беффруа.
Ратуша Менена впервые упомянута в 1548 году, когда 9 мая пожар уничтожил большую часть зданий центральной площади, включая тогдашнюю ратушу. Строительство нового комплекса зданий городского управления началось в 1562 году и к 1568 году были возведены новое здание ратуши, палата суконщиков и тюрьма. В 1574 году началось строительство беффруа. В октябре 1694 года ратуша снова горела, и была восстановлена, однако вскоре разразилась война за испанское наследство, в ходе которой Менен был осаждён войсками герцога Мальборо (1706 г.). Ратуша снова была разрушена.
Строительство сегодняшнего комплекса началось в 1782 году по указу Иосифа II. Тогда же на фронтоне ратуши появилась надпись золочёными буквами SPQVUQM MDCCLXXXII (лат. Senatus Populusque Virgae Urbisque Menenensis-1782, Сенат и народ девственного города Менена) Здание пострадало в ходе французской осады 1794 года и было восстановлено Ванканегемом (нидерл. Vancaneghem, 1808 г.), а затем и расширено по планам Йозефуса Девоса (нидерл. Josephus Devos) в 1838 году. В XX веке здание неоднократно перестраивалось, в том числе и Ф. Бердалем (1896 г.), К. Халсберге (1922 г.), Гастоном Боргемансом (1927 г.), Ройссхартом и Вьереном (1964 г.-1971 г.), и позднее теми же архитекторами в сотрудничестве с В. Войлстеке (1980 г.-1981 г.).
Сегодня комплекс зданий ратуши являются охраняемым памятником архитектуры.